# Humphreys (Missouri)
Humphreys – wieś w Stanach Zjednoczonych, w stanie Missouri, w hrabstwie Sullivan.